# Milton L. Humason
Milton Lasell Humason (1831 - 1973) sinh ra và mất đi ở tiểu bang Minnesota, Hoa Kỳ. Ông là nhà thiên văn học lớn, trưởng thành nhờ sự tự học, người đóng góp lớn cho Định luật Hubble - Humason.

## Cuộc đời
Ông sinh ra trong một gia đình nghèo khó ở Minesota nên không được đi học đầy đủ. Khi niên thiếu, ông đã phải đi làm phục vụ cho một khách sạn ở trên núi với công việc là tiếp tế đồ dùng thực phẩm cho một khách sạn và một đài thiên văn gần đó ở độ cao lên tới 1.600 m.
Sau đó, ông làm quản đốc cho một xí nghiệp lớn. Sau khi lấy vợ, ông về làm bảo vệ cho một đài thiên văn và đây chính là bước ngoặt của cuộc đời ông, Vì thiếu người nên ông đã được nhờ để theo dõi vào ban đêm và ông nhanh chóng biết sử dụng và vận hành kính viễn vọng và các máy móc quan sát khác. Dần dần, ông trở thành phụ tá quan sát viên, được giao chụp ảnh các ngôi sao.
Năm 1924, ông trở thành cộng sự với nhà thiên văn học lớn Edwin Hubble.

## Sự nghiệp
Dù chưa hề học hết trung học và học đại học nhưng chính sự say mê khoa học, ông đã tự học thiên văn trực tiếp từ các nhà bác học khác. Ông vừa học, vừa làm, vừa khám phá tìm tòi.
Khi là cộng sự với Hubble suốt 28 năm, ông đã cùng phân tích, chụp ảnh để phát hiện ra hơn 600 dải ngân hà nhờ sự quan sát độc đáo và tính kiên nhẫn của ông.
Ông góp phần xác định được vận tốc tia sáng từ các tinh vân và thiết lập định luật Hubble - Humason vào năm 1929. Định luật nói về sự chuyển dịch của phổ về phía đỏ và vận tốc tia của các thiên hà tăng tuyến tính theo khoảng cách của các thiên hà đó.
Nhờ những đóng góp của ông, học vị tiến sĩ danh dự của Đại học tổng hợp Lund, Thụy Điển đã được trao cho ông và ông được giữ chức thư ký cho hai đài thiên văn là: Đài thiên văn Wilson (đặt theo tên của nhà vật lý thiên văn học Robert Woodrow Wilson) và Đài quan sát Palomar.